# Edward Nicolls
Sir Edward Nicolls, KCB ( c. 1779 – 5 de febrero de 1865) fue un oficial anglo-irlandés de los Royal Marines. Conocido como "Nicols el luchador", tuvo una distinguida carrera militar. Según su obituario en The Times, estuvo "en no menos de 107 acciones, en varias partes del mundo", y tenía "su pierna izquierda rota y su pierna derecha gravemente herida, había recibido disparos en el cuerpo y el brazo derecho, había recibido un severo corte de sable en la cabeza, había sido apuñalado con bayoneta en el pecho y había perdido la vista de un ojo".
Nicolls nació en Coleraine, Irlanda, en una familia con tradición militar; su padre era inspector de impuestos especiales en Coleraine y su abuelo materno era clérigo (rector). Nicolls pasó su vida como un protestantes del Ulster intensamente devoto. Estudió dos años en Greenwich (distrito), pero se alistó en la Marina Real a la edad de 18 años. 11. En 1795, a la edad de A los 16 años recibió su primera comisión en la Marina Real británica y pronto comenzó a prestar servicio en destacamentos de marines a bordo. Durante las Guerras Napoleónicas y los conflictos asociados en el Caribe, el Mediterráneo y el Mar del Norte, sirvió como comandante de destacamentos de barcos y se ganó su reputación de ferocidad y coraje.
Conectado con sus creencias religiosas, Nicolls fue un abolicionista comprometido, así como un defensor de los nativos americanos y un líder de la Sociedad de Templanza Hiberniana . Durante la Guerra de 1812, Nicolls fue enviado a la Florida española como parte del intento británico de reclutar aliados locales en el frente sur contra los Estados Unidos. Estableció una base en Prospect Bluff, sobre el río Apalachicola, y mandó construir allí un fuerte resistente, donde reclutó a un Cuerpo de Marines Coloniales compuesto por negros y nativos americanos. Los marines de Nicolls y sus aliados creek y seminola lucharon en Fort Bowyer y estuvieron presentes en la batalla de Nueva Orleans, pero la guerra terminó a principios de 1815 sin ningún ataque a su base. Regresó a Gran Bretaña con un Tratado de Nicolls' Outpost que había negociado, pero no recibió apoyo de su gobierno para brindar más ayuda a sus antiguos aliados nativos.
De 1823 a 1828 fue comandante de la isla Ascensión en el Atlántico Sur, a lo que siguió de 1829 a 1835 un puesto como superintendente de Fernando Po, frente a las costas de África, una base importante en las operaciones británicas contra el tráfico de esclavos. En 1835, Nicolls se retiró de la Infantería de Marina con el rango de teniente coronel. Por su servicio, Nicolls fue nombrado Caballero Comendador de la Orden del Baño en 1855, entre otros honores, y fue ascendido al rango de general en su retiro.

## Carrera

### Guerra de 1812

#### Envío a Florida
Durante la Guerra de 1812, Nicolls fue enviado a la Florida española como parte de un intento de reclutar a los semínolas como aliados contra los Estados Unidos. A lo largo de la guerra, los británicos también reclutaron a lugareños negros para luchar de su lado, incluidos aquellos esclavizados por propietarios estadounidenses. Como ferviente abolicionista, Nicolls dedicó especial energía a este esfuerzo.  Debía operar desde una posición establecida en abril de 1814 en Prospect Bluff (el "puesto británico"). Zarpando de Bermudas en el verano de 1814, la expedición comandada por Nicolls hizo escala en La Habana española, donde se le dijo que no desembarcara en Florida sin previa solicitud del capitán general, Juan Ruiz de Apodaca. Cuando Nicolls llegó a Prospect Bluff, Florida, en agosto, el gobernador español de Pensacola, Don Mateo González Manrique, consciente de la amenaza que representaban los estadounidenses para Florida, solicitó el redespliegue de las fuerzas británicas a Pensacola.
Se observó a los británicos atracando el 25 y descargando el 26. En Pensacola, el 26 de agosto de 1814, Nicolls emitió una orden del día para el «Primer batallón colonial del Real Cuerpo de Marines», y al mismo tiempo emitió una proclama ampliamente difundida a la población de Luisiana, instándoles a unir sus fuerzas con los británicos y los aliados indios contra el gobierno estadounidense. Ambas proclamas se reprodujeron en el periódico  Niles' Register de Baltimore. Se trataba de una treta en cuanto a la fuerza real de los británicos. La «numerosa escuadra británica y española de barcos y navíos de guerra» que describía comprendía (Sistema de clasificación de la Marina Real británica) dos navíos de sexta clase y dos balandras de la Royal Navy (Hermes, Carron, Sophie, Childers), el «buen tren de artillería» comprendía tres cañones y doce artilleros, mientras que el «batallón» era un grupo con fuerza de compañía de 100 infantes de los Royal Marines, separado del batallón del mayor George Lewis.
Es difícil determinar el número de marines coloniales y de Bastones Rojos ("redstick creeks"), aunque Nicolls llegó a Florida con 300 uniformes británicos y 1.000 mosquetes. Manrique cooperó con Nicolls, permitiéndole entrenar y entrenar a los refugiados de Muscogee Creek. Habiendo sido derrotada su fuerza de combate en la Batalla de Horseshoe Bend en marzo, los pocos cientos de Redstick Creeks que aún estaban vivos llegaron en masa al Puesto Británico, al borde de la inanición y sin más posesiones que la ropa que vestían. Eran tantos que alimentarlos era un serio problema: hubo muertes por inanición y se registró un caso de canibalismo.  Nicolls todavía intentó ampliar las fuerzas del lado de los británicos, y se le menciona participando en los intentos de reclutar a Jean Lafitte para la causa británica.

#### Fort Bowyer y Nueva Orleans
Nicolls participó en un fallido ataque terrestre y naval al Fuerte Bowyer el 15 de septiembre. En la lucha, Nicolls fue herido gravemente tres veces y perdió el uso de su ojo derecho para siempre.
La toma de Pensacola en noviembre por una fuerza estadounidense bajo el mando de Andrew Jackson obligó a Nicolls a retirarse al río Apalachicola con esclavos liberados y escapados de Pensacola. Allí, Nicolls se reagrupó en Prospect Bluff y reunió a indios y ex esclavos refugiados que vivían libres en Florida, reclutando a estos últimos en su unidad destacada del Cuerpo de Marines Coloniales.
A principios de diciembre, Nicolls recibió la orden de unirse a la expedición contra Nueva Orleans.  Nicolls se unió a la fuerza del general Edward Pakenham, acompañado por menos de 100 guerreros seminolas, creek y choctaw. En la batalla de Nueva Orleans, el 8 de enero de 1815, Nicolls se unió, con algunos de sus hombres, a la brigada comandada por el coronel William Thornton del 85.º Regimiento de Infantería (Buckinghamshire). Nicolls era el oficial de mayor rango de los Royal Marines presente en la batalla, pero el vicealmirante Alexander Cochrane le prohibió participar personalmente en la lucha, por temor a que un percance suyo pudiera privar a los británicos de su oficial más competente que servía con los creeks y los seminolas.  El mando real en el campo de batalla de los 100 Royal Marines brigados con el 85th Foot recaía en un oficial de menor rango, el mayor Thomas Benjamin Adair, comandante del destacamento de marines en el HMS Vengeur . Nicolls se embarcó en el HMS Erebus el 12 de enero en Cat Island Roads y desembarcó en Apalachicola el 25 de enero, acompañado por varios guerreros creek y varios refuerzos de la Marina Real.

#### Fin de la guerra
El comienzo de 1815 debía haber sido testigo de una ofensiva británica en el sur, con los batallones de la Marina Real avanzando hacia el oeste hasta Georgia, a los que se unirían Nicolls y sus fuerzas desde la Costa del Golfo. Estos planes fueron superados por los acontecimientos, ya que se declaró la paz tras la conclusión del Tratado de Gante. Con la ofensiva cancelada, Nicolls y sus hombres regresaron a Prospect Bluff. El 15 de marzo de 1815, un ayudante de campo del ejército de EE. UU. llamado Walter Bourke comunicó al mayor general Thomas Pinckney que las condiciones eran difíciles en la frontera de Georgia a pesar de los esfuerzos por reforzar las defensas estadounidenses y negociar el regreso de los esclavos que se habían unido al Cuerpo de Marines Coloniales bajo el mando del contralmirante George Cockburn todavía en la isla Cumberland . Cockburn no estaba dispuesto a entregar voluntariamente al personal militar británico que corría el riesgo de ser devuelto a la esclavitud por los estadounidenses, y manifestó tener dificultades para comunicarle noticias del Tratado de Gante a Nicolls.
Antes de regresar a Gran Bretaña, Nicolls contribuyó a estas tensiones diplomáticas de posguerra entre el Reino Unido y los Estados Unidos, al intentar representar los intereses de los nativos americanos y los negros que habían tomado las armas del lado británico. Por iniciativa propia, negoció y presentó un Tratado de Nicolls' Outpost entre el Reino Unido y los creeks y seminolas, en el que se habría creado una alianza formal mediante la cual los británicos brindarían apoyo diplomático a las naciones indias.  Nicolls mantuvo un acalorado intercambio de cartas con el agente indio estadounidense Benjamin Hawkins . Hawkins acusó a Nicolls de ser demasiado entusiasta y de excederse en su autoridad en su defensa personal de los Redstick Creeks, los Seminolas y sus aliados criollos cimarrones, a quienes algunos estadounidenses con autoridad consideraban nada más que esclavos fugitivos, propiedad perdida o no reclamada.
Existían tensiones similares con los españoles. Escribiendo desde el HMS Royal Oak, frente a la bahía de Mobile, el 15 de marzo de 1815, el contralmirante Pulteney Malcolm, comandante subordinado de Cochrane del escuadrón móvil, aseguró a Mateo González Manrique, gobernador de Pensacola, que el capitán de navío Robert Cavendish Spencer (hijo de George Spencer, segundo conde Spencer ) del HMS Carron, había sido designado para realizar una investigación estricta sobre la conducta de Nicolls y el capitán George Woodbine (que había servido bajo el mando de Nicolls), con respecto a las pérdidas de propiedad de los habitantes españoles de Florida. Malcolm creía que en los casos en que no se pudiera persuadir a los antiguos esclavos de que regresaran con sus dueños, el gobierno británico se comprometería a remunerar a los propietarios .

#### Regreso a Inglaterra
Nicolls recibió órdenes de retirar sus tropas del fuerte. Nicolls deliberadamente no retiró ninguna arma ni munición del fuerte bien abastecido, dejándolo en manos de aquellos miembros de su ahora disuelto Cuerpo de Marines Coloniales que decidieron quedarse. Los que no quisieron quedarse fueron evacuados en barco a otras colonias británicas. A ellos se unieron un número desconocido de refugiados de Redstick Creek que estaban dispuestos a luchar, lucha que era respetada en su cultura. Como esperaba Nicolls, la existencia de un Fuerte Negro bien armado (como pronto lo llamó el Ejército de Estados Unidos) tan cerca de la frontera con ese país era una amenaza existencial para la esclavitud estadounidense.  [página requerida][ página [necesario ] El destacamento de la Marina Real se embarcó en HMS Cydnus el 22 de abril y regresaron debidamente a la isla de Irlanda en Bermudas, llegando el 13 de junio de 1815 para reunirse con el 3er Batallón como compañía supernumeraria.  El 16 de mayo los británicos evacuaron los últimos restos de la guarnición que se encontraba allí. Nicolls partió a mediados de mayo de 1815 con Francis el Profeta de Redstick Creek, también conocido como Josiah Francis y Hillis Hadjo, el líder espiritual y político nativo americano conocido por su papel en la Batalla de Holy Ground, en busca del imprimatur oficial para el tratado que Nicolls había negociado. El hijo de Francisco, que quería una educación inglesa, también lo acompañó.  El 7 de junio de 1815, Nicolls, Woodbine y Francis llegaron a la isla Amelia, en el este de Florida, donde circulaban rumores de que los oficiales buscaban obtener la posesión británica de Florida de España o armar y abastecer a las facciones de Florida que resistían la expansión territorial estadounidense. De hecho, Nicolls se dirigía a las Bahamas y, sin querer, terminó en el este de Florida.  Al abandonar Florida Occidental, según el agente indio estadounidense Hawkins, Nicolls había dejado a las fuerzas locales las armas y los medios para resistir las invasiones estadounidenses que conducían a la Primera Guerra Seminola de Andrew Jackson. Nicolls se embarcó en el bergantín HMS Forward el 29 de junio "para viajar a Inglaterra" y desembarcó en Portsmouth el 13 de septiembre.